# Péril en altitude

Péril en altitude (Sub Zero) est un téléfilm américain réalisé par Jim Wynorski, et diffusé en 2005.

## Fiche technique
- Titre original : Sub Zero
- Réalisation : Jim Wynorski
- Scénario : Jonas Quastel
- Photographie : Michael Wale
- Musique : Michael Neilson
- Pays : États-Unis
- Durée : 90 min

## Distribution
- Costas Mandylor : John Deckert
- Linden Ashby : Soloman Davis
- Nia Peeples : Kelli Paris
- Alistair Abell : Lieutenant Charles Brill
- Gloria Lynn Berg : Niki Radcliff
- Michael Dopud : Docteur Pétrov Jenko
- Colin Lawrence : Pete Tanner
- Dalias Blake : Officier McCoy
- Michael Ryan : Général Martin Cook